# Угримов, Александр Иванович
Александр Иванович Угримов (1874—1974) — российский агроном. В 1922 году выслан из Советской России в результате операции НКВД получившей впоследствии название «философский пароход».

## Биография
Родился в семье богатого волынского помещика Ивана Александровича Угримова. Под конец жизни его отец растратил свое состояние. Окончил историко-филологический факультет Московского университета. Изучал агрономию в Лейпциге. По возвращении в Россию работал земским агрономом Бронницкого уезда Московской губернии. Был президентом московского общества сельского хозяйства. После Октябрьского переворота оставил свою должность в министерстве земледелия, и вместе своим братом Борисом Угримовым начал работать над планом ГОЭЛРО. В 1955 в газете «Правда» был упомянут в очерке о разработчиках этого проекта.
Дружил с Борисом Пастернаком.
В 1922 году по требованию властей покинул Россию на пароходе «Обербургомистр Хакен» регулярным рейсом Петроград — Штеттин. Жил в пригороде Берлина, работал в компании занимающейся продажей сельскохозяйственного оборудования. Накопив деньги, купил несколько автомобилей и начал работать в такси вместе с сыном.
В 1933 году из-за прихода к власти в Германии Гитлера, семья переехала в Париж.
В 1947 году семья Угримовых получила советские паспорта. В этом же году, в связи с делом просоветского «Союза советских патриотов», французские власти в числе прочих эмигрантов вывезли Угримовых в Берлин, где передали советским военным. Было объявлено, что «они представляют опасность для существования Четвертой республики».
По возвращении в СССР по решению властей был административно выслан в Ульяновск. С 1950 года — до пенсии проработал агрономом на сельскохозяйственной опытной станции в Калужской области.

## Семья
Супруга — Надежда Гаркави, 1874 года рождения. Дочь председателя московской еврейской общины Владимира Осиповича Гаркави (1846—1911).
Сын — Угримов Александр Александрович.
Дочь — Угримова Вера Александровна 1902 года рождения.